# Simon Hollósy
Simon Hollósy (ur. 2 lutego 1857, zm. 8 maja 1918) – węgierski malarz, jeden z najsłynniejszych węgierskich przedstawicieli nurtu realizmu oraz naturalizmu.

## Życiorys
Simon urodził się w 1857 roku w Máramarossziget (obecne Sighetu Marmației w Rumunii) w rodzinie osadników armeńskich.
W wieku 18 lat rozpoczął studia na Akademii Sztuk Pięknych w Monachium. Po zakończeniu studiów rozpoczął karierę malarską, a w 1885 roku założył własną szkołę artystyczną która zrzeszała młode talenty malarskie. W Monachium był skupiony wokół bohemy artystycznej która w ówczesnych czasach skupiała malarzy francuskiego nurtu realistycznego.
W 1896 roku wraz ze swoimi uczniami Istvánem Réti oraz Jánosem Thormą spędził wakacje w Nagybánya, gdzie znajdowała się jedna z najlepszych szkól malarskich na Węgrzech oraz odgrywająca ważną rolę w życiu kulturalnym tego kraju. Podczas pobytu w Nagybánya trójka malarzy namalowała liczne portrety przedstawiające przyrodę (głównie słoneczne krajobrazy).
W 1901 roku Hollósy opuścił kolonię artystyczną w Nagybánya i powrócił do Monachium, gdzie kontynuował pracę w swojej szkole, a także tworzył kolejne dzieła sztuki. Wolne chwilę spędzał w swoim domku letniskowym w okolicach Tiaczowa.
Jednym z ostatnich ważnych dzieł Simona był własny autoportret namalowany w 1916 roku.
Simon Hollósy zmarł w 1918 roku w Sighetu Marmației w wieku 61 lat.